# جهد مورس
جهد مورس ، أو دالة مورس، التي سميت على اسم الفيزيائي فيليب م. مورس، هي نموذج مناسب لوصف التفاعل البيني للطاقة الكامنة لجزيء ثنائي الذرة.
هو تقريب أفضل للبنية الاهتزازية للجزيء من المذبذب التوافقي الكمومي لأنه يتضمن آثار انكسار الروابط، مثل وجود حالات غير مقيدة.
كما أنه يفسر لا هرمونية/ توافقية الروابط الحقيقية واحتمال الانتقال غير الصفري للتوافقيات الأعلى وللحزم المركبة .
يمكن أيضا استخدام جهد مورس لنمذجة تفاعلات أخرى مثل التفاعل بين ذرة وسطح. ونظراً لبساطته (ثلاثة متغيرات ملائمة /توفيق فقط)، لا يستخدم في التحليل الطيفي الحديث.
يعتبر أيضا دالة الطاقة الكامنة الأكثر شيوعاً في الاستخدام لتحليل البيانات الطيفية.

## دالة الطاقة الكامنة

جهد مورس (الأزرق) والمذبذب التوافقي (الأخضر). على عكس مستويات الطاقة لإمكانية المذبذب التوافقي ، والتي تكون متباعدة بالتساوي بواسطة ħω ، فإن تباعد مستوى جهد مورس يتناقص مع اقتراب الطاقة من طاقة التفكك. طاقة التفكك D _{e} أكبر من الطاقة الحقيقية المطلوبة للتفكك D _{0} بسبب طاقة نقطة الصفر لأدنى مستوى اهتزازي (v = 0).

دالة مورس للطاقة الكامنة هي كالتالي
{\displaystyle V'(r)=D_{e}(1-e^{-a(r-r_{e})})^{2}}
هنا {\displaystyle r} هي المسافة بين الذرات، {\displaystyle r_{e}} هي طول رابطة التوازن، {\displaystyle D_{e}} هو عمق بئرالجهد (معرّف بالنسبة للذرات المنفصلة) {\displaystyle a} يتحكم في «عرض» الجهد. يمكن حساب طاقة التفكك للروابط بطرح طاقة نقطة الصفر {\displaystyle E_{0}} . يمكن ايجاد ثابت القوة (الصلابة) للرابطة عن طريق مفكوك تايلور {\displaystyle V'(r)} حول {\displaystyle r=r_{e}} إلى المشتق الثاني لدالة الطاقة الكامنة، والتي يمكن من خلالها إثبات أن المعلمة، {\displaystyle a} ، تكون
{\displaystyle a={\sqrt {k_{e}/2D_{e}}},}
أي ان {\displaystyle k_{e}} هو ثابت القوة عند الحد الأدنى.
نظرًا لأن صفرية الطاقة الكامنة هو أمر إختياري، يمكن إعادة كتابة معادلة جهد مورس بأي عدد من الطرق عن طريق إضافة أو طرح قيمة ثابتة. عندما تستخدم(دالة جهد مورس) لنمذجة التفاعل بين السطح والذرة، يمكن إعادة تعريف مستوى الطاقة الصفرية بحيث يصبح جهد مورس
{\displaystyle V(r)=V'(r)-D_{e}=D_{e}(1-e^{-a(r-r_{e})})^{2}-D_{e}}
الذي يكتب عادة هكذا
{\displaystyle V(r)=D_{e}(e^{-2a(r-r_{e})}-2e^{-a(r-r_{e})})}
حيث أن {\displaystyle r} هو الآن الإحداثي العمودي على السطح. يقترب هذا النموذج من الصفرعند قيم {\displaystyle r} اللانهائية ويساوي {\displaystyle -D_{e}} في الحد الأدنى، أي عندما {\displaystyle r=r_{e}} . يُظهر بوضوح أن جهد مورس هي مزيج من حد/مقدار نفور قصير المدى (الأول) وحد/مقدار جذب طويل المدى (الأخير)، يماثل جهد لينارد جونز.

## الحالات والطاقات الاهتزازية
مثل المذبذب التوافقي الكمومي، يمكن إِيْجَاد الطاقات والحالات المميزة لجهد مورس باستخدام طرق المؤثر. و يتضمن أحد الأساليب تطبيق طريقة التحليل إلى عوامل على المؤثر الهاميلتوني .
لكتابة الحالات الثابتة على جهد مورس، أي {\displaystyle \Psi _{n}(r)} و {\displaystyle E_{n}} ومعادلة شرودنغر التالية:
{\displaystyle \left(-{\frac {\hbar ^{2}}{2m}}{\frac {\partial ^{2}}{\partial r^{2}}}+V(r)\right)\Psi _{n}(r)=E_{n}\Psi _{n}(r),}
من المناسب إدخال المتغيرات التالية:
{\displaystyle x=ar{\text{; }}x_{e}=ar_{e}{\text{; }}\lambda ={\frac {\sqrt {2mD_{e}}}{a\hbar }}{\text{; }}\varepsilon _{n}={\frac {2m}{a^{2}\hbar ^{2}}}E_{n}.}
بعد ذلك، تأخذ معادلة شرودنغر الشكل البسيط:
{\displaystyle \left(-{\frac {\partial ^{2}}{\partial x^{2}}}+V(x)\right)\Psi _{n}(x)=\varepsilon _{n}\Psi _{n}(x),}
{\displaystyle V(x)=\lambda ^{2}\left(e^{-2\left(x-x_{e}\right)}-2e^{-\left(x-x_{e}\right)}\right).}
يمكن كتابة قيمها الذاتية وال الحالات الخاصة على النحو التالي:
{\displaystyle \varepsilon _{n}=-\left(\lambda -n-{\frac {1}{2}}\right)^{2},}
أي
{\displaystyle n=0,1,\ldots ,\left[\lambda -{\frac {1}{2}}\right],}
حيث تشير {\displaystyle \lfloor x\rfloor } إلى أكبر عدد صحيح أصغر من {\displaystyle x}.
{\displaystyle \Psi _{n}(z)=N_{n}z^{\lambda -n-{\frac {1}{2}}}e^{-{\frac {1}{2}}z}L_{n}^{(2\lambda -2n-1)}(z),}
أي{\displaystyle z=2\lambda e^{-\left(x-x_{e}\right)}{\text{; }}N_{n}=\left[{\frac {n!\left(2\lambda -2n-1\right)}{\Gamma (2\lambda -n)}}\right]^{\frac {1}{2}}} و {\displaystyle L_{n}^{(\alpha )}(z)} هو متعدد لغوير المعمم:
{\displaystyle L_{n}^{(\alpha )}(z)={\frac {z^{-\alpha }e^{z}}{n!}}{\frac {d^{n}}{dz^{n}}}\left(z^{n+\alpha }e^{-z}\right)={\frac {\Gamma (\alpha +n+1)/\Gamma (\alpha +1)}{n!}}\,_{1}F_{1}(-n,\alpha +1,z),}
يوجد أيضًا التعبير التحليلي الهام التالي لعناصر المصفوفة لعامل الإحداثيات (هنا يُفترض {\displaystyle m>n} و {\displaystyle N=\lambda -{\frac {1}{2}}}) 
{\displaystyle \left\langle \Psi _{m}|x|\Psi _{n}\right\rangle ={\frac {2(-1)^{m-n+1}}{(m-n)(2N-n-m)}}{\sqrt {\frac {(N-n)(N-m)\Gamma (2N-m+1)m!}{\Gamma (2N-n+1)n!}}}.}
الطاقة الذاتية في المتغيرات الأولية بهذا الشكل:
{\displaystyle E_{n}=h\nu _{0}(n+1/2)-{\frac {\left[h\nu _{0}(n+1/2)\right]^{2}}{4D_{e}}}}
أي ان {\displaystyle n} هو عدد الذبذبات الكمية، و {\displaystyle \nu _{0}} لديها وحدات من التردد، وهي مرتبطة رياضيا بكتلة الجسيمات، {\displaystyle m} ، وثوابت مورس عبر
{\displaystyle \nu _{0}={\frac {a}{2\pi }}{\sqrt {2D_{e}/m}}.}
في حين أن تباعد الطاقة بين مستويات الاهتزاز في المذبذب التوافقي الكمومي ثابت عند {\displaystyle h\nu _{0}} ، الطاقة بين المستويات المجاورة تنخفض مع زيادة {\displaystyle v} في مذبذب مورس. رياضيا، تباعد مستويات مورس
{\displaystyle E_{n+1}-E_{n}=h\nu _{0}-(n+1)(h\nu _{0})^{2}/2D_{e}.\,}
يطابق هذا الاتجاه عدم التناسق الموجود في الجزيئات الحقيقية. ومع ذلك، فشلت هذه المعادلة فوق بعض القيم مثل {\displaystyle n_{m}} أي {\displaystyle E(n_{m}+1)-E(n_{m})} تُحْسَب على أنها صفر أو سلبية. على وجه التحديد:
{\displaystyle n_{m}={\frac {2D_{e}-h\nu _{0}}{h\nu _{0}}}} جزء صحيح.
يرجع هذا الفشل إلى العدد المحدود من المستويات المقيدة في جهد مورس، وبعض الحدود القصوى من {\displaystyle n_{m}} التي لا تزال مقيدة. للطاقات التي اعلى من {\displaystyle n_{m}} ، يُسمح بجميع مستويات الطاقة الممكنة، لأن المعادلة {\displaystyle E_{n}} لم تعد صالحة.
أدناه {\displaystyle n_{m}} ، {\displaystyle E_{n}} هو تقريب جيد للبنية الاهتزازية الحقيقية في الجزيئات ثنائية الذرة غير الدورية. في الواقع، تتناسب الأطياف الجزيئية الحقيقية بشكل عام مع الشكل 1
{\displaystyle E_{n}/hc=\omega _{e}(n+1/2)-\omega _{e}\chi _{e}(n+1/2)^{2}\,}
الثوابت {\displaystyle \omega _{e}} و {\displaystyle \omega _{e}\chi _{e}} يمكن أن تكون مرتبطة مباشرة بالمعلمات لجهد مورس.
كما هو واضح من التحليل البعدي، تستخدم المعادلة الأخيرة تدوينًا طيفيًا لأسباب تاريخية حيث {\displaystyle \omega _{e}} يمثل انخفاض الموجة {\displaystyle E=hc\omega } وليس تردد زاوي بواسطة {\displaystyle E=\hbar \omega } .

## جهد مورس / بعيدة المدى
امتداد مهم لجهد مورس التي جعلت شكل مورس مفيدًا جدًا في التحليل الطيفي الحديث هو جهد مورس/بعيد المدى (جهد ملر). يُسْتَخْدَم جهد ملر كمعيار لتمثيل البيانات الطيفية و / أو للجزيئات ثنائية الذرة بواسطة منحنى طاقة الوضع. تم استخدامه على N 2 ،  Ca 2 ،  KLi،  MgH،  العديد من الحالات الإلكترونية لـ Li 2 ،  Cs 2 ،  Sr 2 ،  ArXe،  LiCa،  LiNa،  Br 2 ،  Mg 2 ،  HF،  HCl، HBr، HI، MgD،  Be 2 ،  BeH،  و NaH. تُستخدم نماذج أكثر تعقيداً للجزيئات متعددة الذرات.